# Машков, Илья Иванович
Илья́ Ива́нович Машко́в (17 [29] июля 1881, Михайловская, область Войска Донского — 20 марта 1944[…], Москва) — русский и советский живописец, выдающийся деятель русского авангарда, позднее — представитель московского соцреализма, педагог. Один из основателей и публичное лицо группы «Бубновый валет» (в 1910-1916 гг.); также участвовал в ряде других творческих группировок конца дореволюционной и начала советской эпох: «Мира искусства» (с 1916), «Общества московских художников» (в 1927—1929), общества «Московские живописцы» (с 1925) и АХРР (в 1924–1928). Заслуженный деятель искусств РСФСР (1928).

## Детство и юность
Илья Машков родился 29 июля 1881 года в станице Михайловской-на-Дону Хоперского округа Области Войска Донского (ныне станица Михайловская Урюпинского района Волгоградской области). Художник пишет : «Мои родители по отцу и матери пришли на Дон .. из Пронского уезда , Рязанской губернии.. были государственными крестьянами». Родители занимались мелочной торговлей. Илья Машков был старшим из девятерых детей в семье.
В 1889—1892 гг. учился в приходских школах, в станице Михайловской и на хуторе Сычеве.
В 1892—1899 гг. — отдан родителями «в люди», вначале в станицу Филоновскую, в бакалейную торговлю, затем в г. Борисоглебск к купцу М. Е. Юрьеву. Рисовал вывески. Начал учиться рисованию у учителя Борисоглебской гимназии Н. А. Евсеьева.
В 1900—1905 и 1907—1910 годах учится в Московском училище живописи, ваяния и зодчества у знаменитых художников Л. О. Пастернака, Валентина Серова, Константина Коровина, Аполлинария Васнецова, А. Е. Архипова, Н. А. Касаткина, С. Д. Милорадовича. Во время учёбы отличался эксцентричным характером. Более всего любил работу с цветом, гиперболу, преувеличение, гигантизм. В 1904 г. оставил учение, на три года: в 1907 г. вновь его возобновил.
Как нуждающемуся ученику, ещё во время учения, Машкову был предложен «заработок в виде уроков по рисованию». С 1904 г. преподаёт; частные уроки художник давал вплоть до сентября 1917 года. Из тех, кто учился у него рисованию, Машков выделял немногих: «.. занимались серьёзно живописью Фальк, Грищенко, Фёдоров, Мильман, Татлин, Осмёркин. Блюменфельд, М. Родионов, Королёв». У Машкова учились И. Клюн, В. Мухина и многие другие художники.
В 1906 г. выстроил для себя мастерскую в здании Политехнического общества по адресу Малый Харитоньевский пер., 4. Работал в этой мастерской до конца жизни.
В 1907 г. познакомился с художником П. П. Кончаловским.
В 1908 г. , с марта по август, путешествовал по Франции, Англии, Германии, Австро-Венгрии, Швейцарии, Испании и Италии. По возвращении из поездки продолжил учение в мастерской К. А. Коровина. Пишет портреты и натюрморты.
В 1910 г. исключён из МУЖВЗ.
С весны 1938 года художник подолгу жил в Абрамцеве. Период творчества этих лет многие исследователи называют «абрамцевским».

## Период сезаннизма: 1910—1916
В 1910 г. принял участие в первом интернациональном «Салоне» Издебского в Одессе, Киеве, Санкт-Петербурге и Риге, представив 12 работ. Участвует в «Осеннем салоне» в Париже. Натюрморт художника «Синие сливы» приобретён И. А. Морозовым. В декабре 1910 года участвует в первой выставке "Бубновый валет" в доме Р.Левиссон в Москве, для которой пишет огромный «Автопортрет и портрет П. П. Кончаловского».
В 1911 г. с 17 работами участвует во втором «Салоне» Издебского (Одесса, Николаев, Херсон). В том же году И. И. Машков вместе с П. П. Кончаловским, А. В. Куприным участвует в создании общества «Бубновый валет» и становится секретарём общества. В 1910—1916 гг. представляет свои работы на всех выставках общества.
В 1914 г. участвует в Комиссии помощи «Художники-товарищи — воинам». Делает серию «военных» лубков со стихами В. В. Маяковского .
В 1915 г. для собрания Третьяковых были приобретены два натюрморта Машкова.
В 1916 г . вошёл в члены объединения «Мир искусства».
В апреле 1916 г. экспонирует более 70 работ на «Выставке современной русской живописи», ставшей самой большой прижизненной экспозицией художника.

## Постреволюционный период: 1917—1925
В 1917—1919 гг. после Февральской революции Машков занимался организацией профсоюза художников. После Октябрьской революции он преподавал рисование, читал курс лекций в военной школе.
В сентябре 1918 года художника избрали членом коллегии ИЗО Наркомпроса, призванной организовать отдел изобразительных искусств при Наркомпросе. Состоял в коллегии до июня 1919 г.
В сентябре 1918 г. начал преподавание во ВХУТЕМАС — ВХУТЕИН, где оставался работать до 1929 г. как профессор живописного факультета. Работал над живописными панно для украшения Москвы в дни революционных празднеств. Среди его учеников Вера Рохлина, Павел Петрович Соколов-Скаля, М. Б. Вериго. А. И. Деньшин
В 1921 г. избран председателем московского отделения общества «Мир искусства». Избран членом Советской Российской Академии художественных наук.
В 1922 г. создаёт ряд картин, в числе которых «Натюрморт с веером». Женился в третий раз на Марии Ивановне Даниловой.
В 1923 г. принял участие в «Выставке картин», организованной художниками, прежде входившими в общество «Бубновый валет». Провёл лето на даче в Островках (Сарвела) под Петроградом. Осенью посетил Крым, работал на пленэре. Среди многочисленных крымских картин художника — «Пляж в Симеизе», «Санаторий „Красные зори“», «Солнечные ванны в Крыму», «Судак. Вид на море и мыс Ай-Тодор», серия работ «Женский пляж».
В 1924 году работы Машкова экспонировались на Выставке русского искусства в Америке и в Венеции, на 14 Международной выставке искусств. Пишет натюрморты: «Снедь московская. Мясо. Дичь» и «Снедь московская. Хлебы». Пишет ряд пейзажей на пленэре в Луге.

## Период соцреализма: 1926—1944
В 1925 г. вступил в АХРР. Стал руководителем Центральной студии АХРР (пробыл им до сентября 1929 г.). Оставался в АХРР до её роспуска в 1932 г. Пишет революционные картины счастливого советского отдыха, портреты передовиков производства, среди них знаменитой Паши Ангелиной, портреты красных партизан, колхозные пейзажи и натюрморты, демонстрирующие изобилие жизни.
В 1925 г. пишет картину «Ливадийский крестьянский курорт». В 1926 г. получает творческую командировку в Гурзуф. Написал работы о жизни пионерского лагеря Артек, виды Гузуфской военно- курортной станции.
В 1927 г. получает творческую командировку в Грузию и в Армению, на Земо-Авчальскую ГЭС.
Приказом Совнаркома, в 1929 году, к пятидесятилетию художника, И. И. Машкову назначена пожизненная персональная пенсия в размере 225 р. в месяц. Прекращает педагогическую деятельность.
В 1930—1934 гг. живёт в станице Михайловской, с намерением превратить её в образцово показательный социалистический городок, где «искусство было бы соединено с наукой, парк культуры со стадионом, дом отдыха с ботаническим садом, опытные поля с парашютной вышкой». Известно, что художник настоял на том, что в станице, в здании церкви, вместо иконостаса повесили портреты Ленина и Сталина, а над куполом вместо креста водрузили красный флаг; Машков написал эту церковь на одном из станичных видов. Пишет картины, отображающие лучащийся оптимизмом колхозный быт — «Колхозница с тыквами» (1930), широко воспроизводившуюся на обложках журналов и в прессе; «Девушка с табачной плантации» (1930), «Станица Михайловская», «Площадь Михайловской». В 1933 г. пишет картину «Пионерка с горном».
В 1934 г. возвращается в Москву. Пишет «программную» работу — «Привет XVII съезду ВКП (б)»), c изображениями К. Маркса, В. Ленина и И. Сталина в цветочной аранжировке.
В 1936 г. пишет картину «Советские хлебы», — хлебобулочные изделия, написанные на ней, пеклись особо по заказу художника. В 1936—1937 гг. декорирует серией панно банкетный зал гостиницы «Москва».
В 1930-е годы работы Машкова экспонировались на многочисленных выставках в Лондоне, Париже, Вене и других городах. В 1937 г. картина Машкова «Портрет красного партизана А. Е. Торшина» (1933, собрание Центрального музея Вооружённых сил), устанавливавшего в 1918 году советскую власть в Хоперском округе, куда входила станица Михайловская, и выставленная на Международной выставке в Париже, была награждена золотой медалью. В 1939 г. был награждён Бронзовой медалью «За выдающийся вклад в мировое искусство» как участник выставки, организованной корпорацией IBM в Нью-Йорке. На выставке демонстрировалась работа Машкова «Девушка с подсолнухами» («Портрет пионерки Зои Андреевой»), а картину приобрела корпорация IBM в США.
В годы Великой Отечественной войны Машков писал портреты солдат, работников Первого Московского коммунистического госпиталя в Лефортово, эвакуационно-сортировочного госпиталя № 290.
Скончался 20 марта 1944 года на своей даче в Абрамцево. Похоронен на Новодевичьем кладбище в Москве.

## Личная жизнь
Первой женой Ильи Машкова  (летом 1905 года) стала итальянская подданная София Аренцвари. В этом браке родился сын Валентин (репрессирован в 1937 г.).
Второй женой художника (около 1915 года) стала Елена Фёдоровна Фёдорова, которая занималась в студии Машкова.
Третья жена (с 1922 года) — Мария Ивановна Данилова, под руководством Машкова она занималась живописью.

## Память
Имя художника носит музей изобразительных искусств в г. Волгограде

## Ученики
- Фальк Роберт Рафаилович
- Мухина Вера Игнатьевна
- Осьмеркин Александр Александрович
- Загреков, Николай Александрович
- Бабиков, Геннадий Федорович
- Яновская Ольга Дмитриевна
- Лабас, Александр Аркадьевич
- Гончаров, Андрей Дмитриевич
- Меркулов Юрий Александрович
- Блюменфельд Генрих (Андрей) Матвеевич
- Рублев Георгий Иосифович
- Садков, Виктор Николаевич
- Киркальди Евгения Ивановна[12]
- Вышеславцев, Николай Николаевич

## Работы
Работы Машкова находятся в собраниях:
- Третьяковская галерея, Москва.
- Русский музей, Санкт-Петербург.
- Волгоградский музей изобразительных искусств имени И. И. Машкова, Волгоград.
- Ярославский художественный музей, Ярославль.
- Национальный художественный музей Республики Беларусь, Минск.
- Сочинский художественный музей, Сочи
- Государственной Музей архитектуры им. А. В. Щусева, Москва

В 1913 году картина «Натюрморт с цветами» выставлялась в Стеделийк-музее в Амстердаме. Дата создания картины неизвестна, предположительно она была написана в 1912 году. В декабре 2005 года это полотно было продано на аукционе «Сотби» за 2 миллиона фунтов стерлингов (около 3,5 миллионов долларов). На тот момент это была самая дорогая публично проданная картина русского художника.
На первой выставке «Бубнового валета», которая прошла зимой 1910—1911 года Илья Машков среди двух десятков других работ представил картину «Натюрморт с фруктами» (1910). Мрачная и грубая картина сочетала в себе влияния Поля Сезанна и Анри Матисса, русского лубка, росписи подносов или вывесок и следы классической живописи. Эта картина стала главным лотом на трёхдневных торгах русским искусством, которые провёл аукционный дом «Кристис» в июне 2013 года. Натюрморт был продан за 4,2 миллиона фунтов стерлингов (4,766 млн с учётом комиссионных), что стало новым рекордом для произведений Машкова и вывело картину в число 10 самых дорогих картин русских художников.
В ноябре 2013 года на аукционе «Кристис» была продана картина «Купальщицы» за 3,6 миллиона фунтов стерлингов (с учётом комиссии — 4,114 млн фунтов стерлингов или 6,661 млн долларов США).

## Галерея

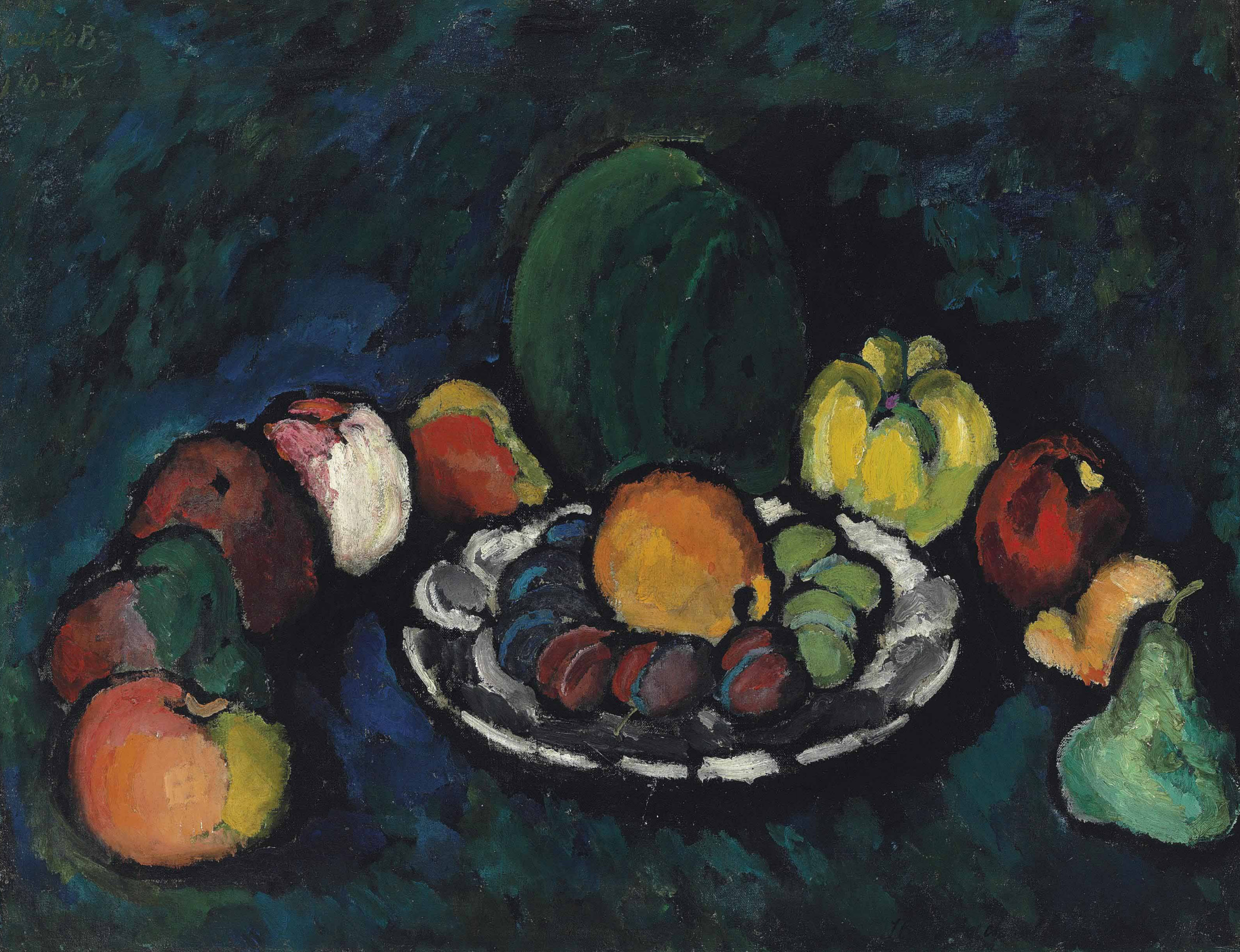
Натюрморт с фруктами. 1910
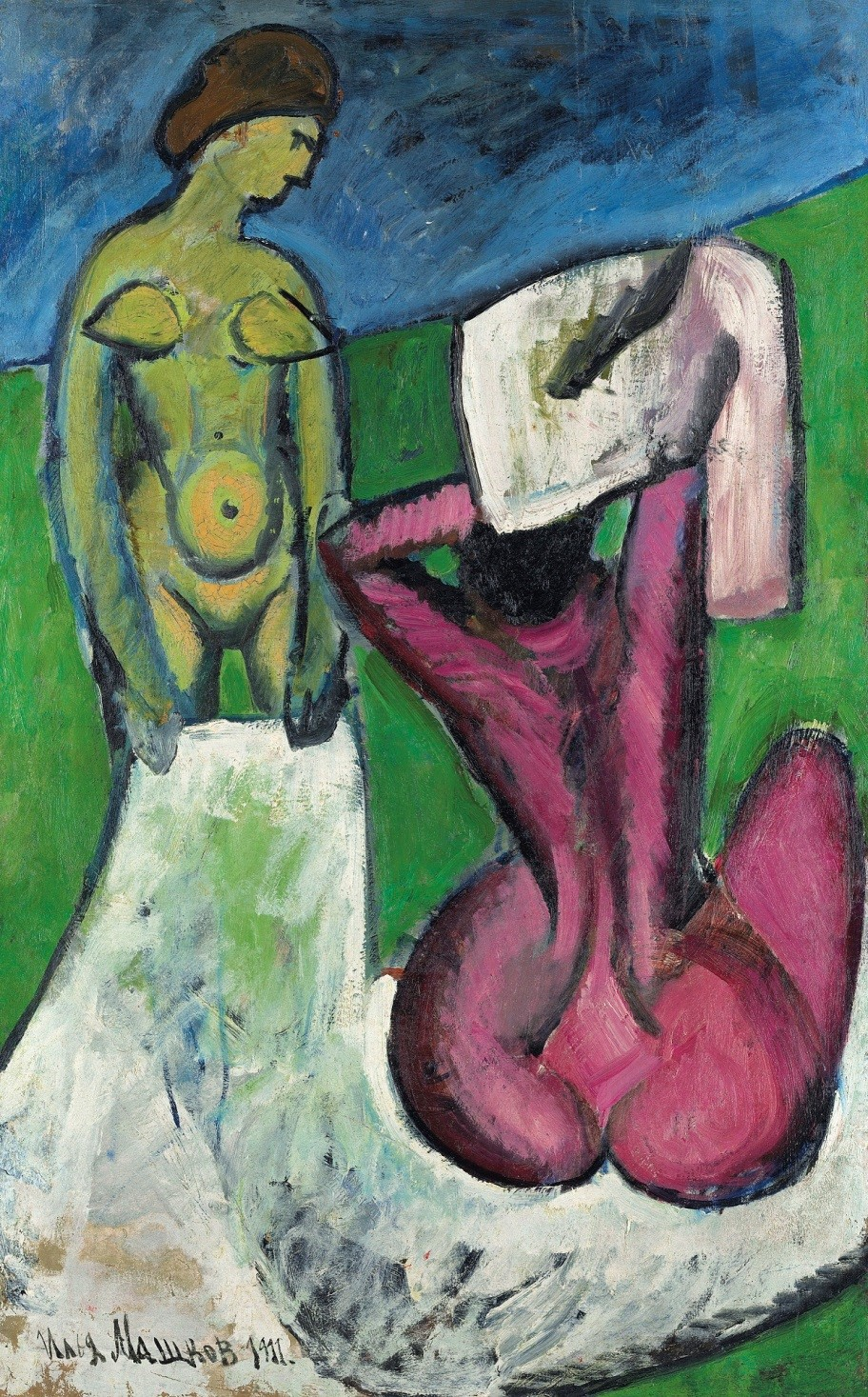
Купальщицы. 1911
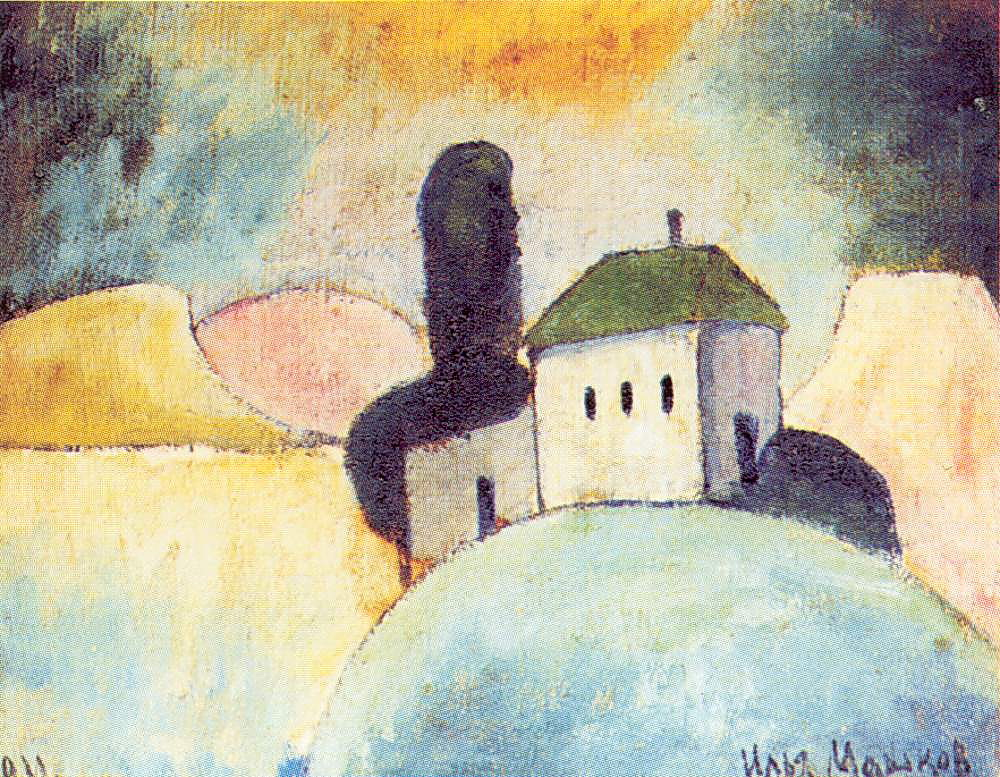
Пейзаж с домиком. 1911
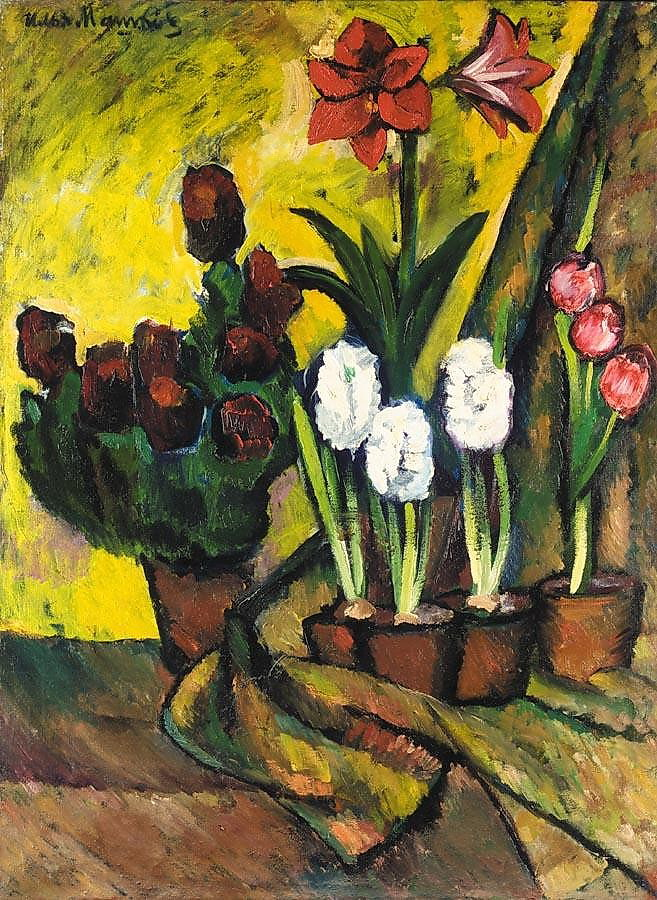
Натюрморт с цветами. 1912 (?)
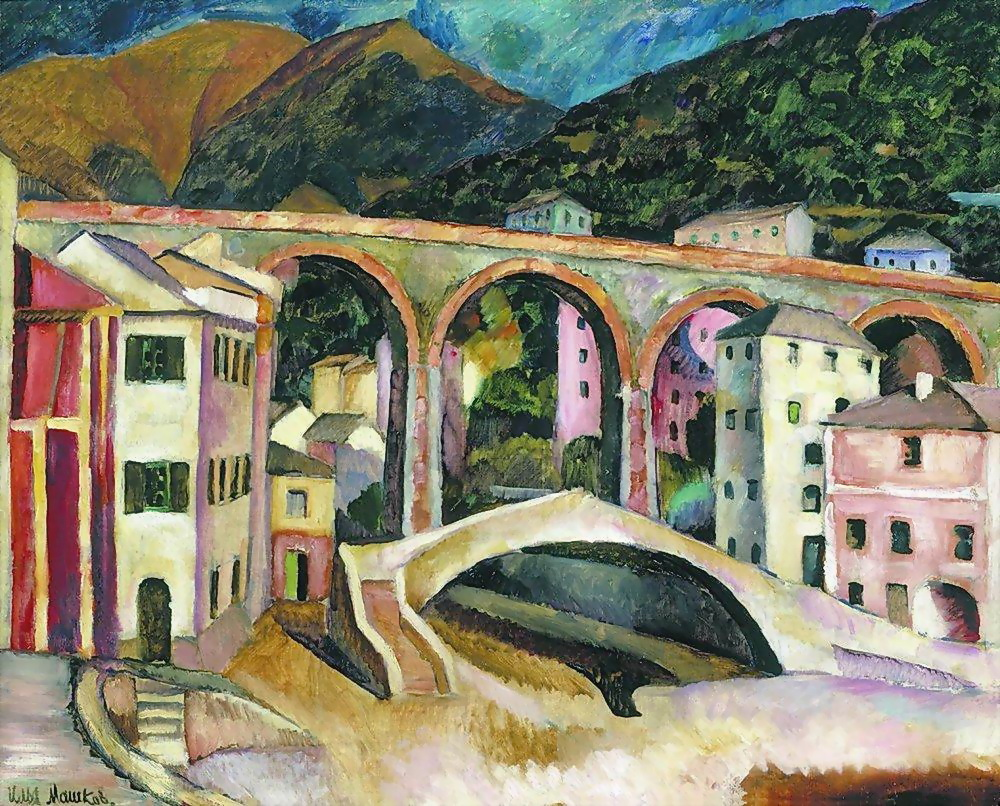
Италия. Нерви. Пейзаж с акведуком. 1913
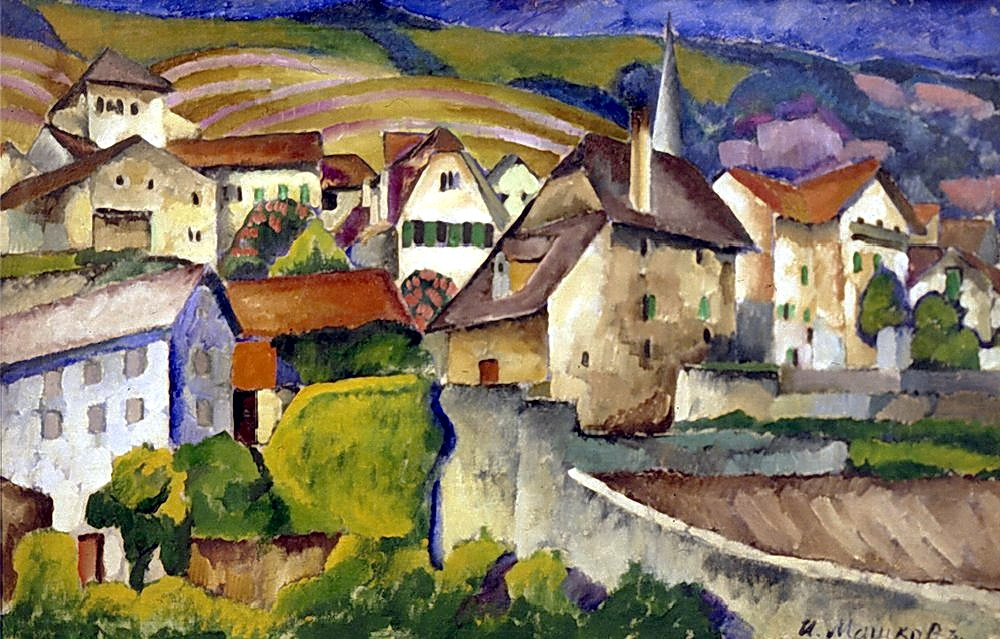
Город в Швейцарии. 1914
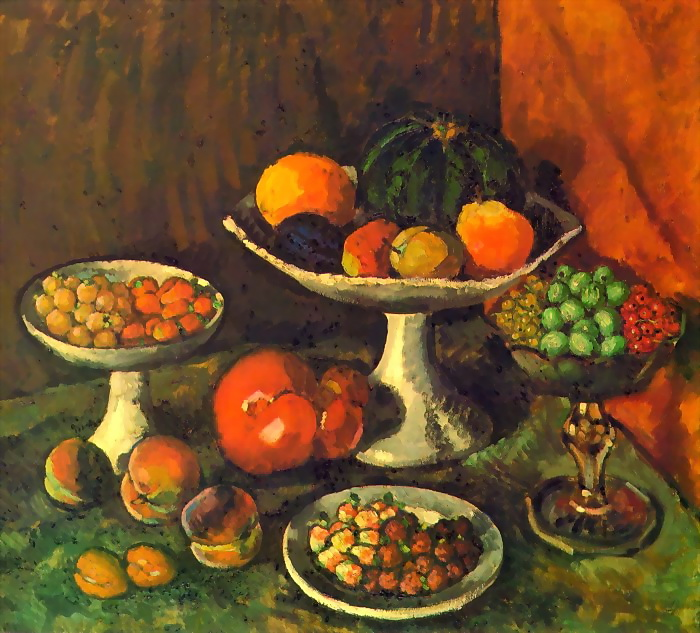
Фрукты и ягоды. 1916
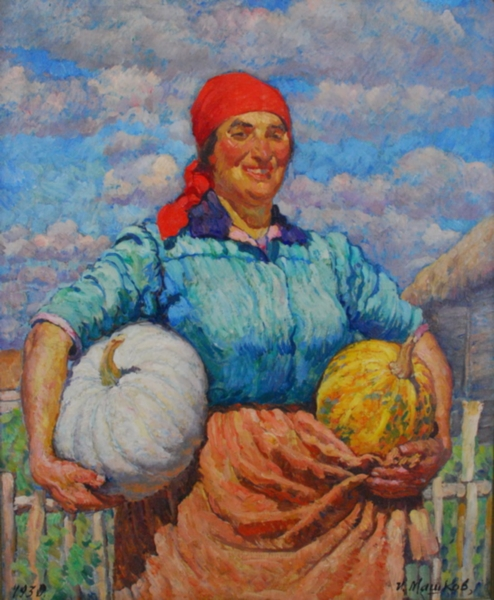
Колхозница с тыквами. 1930
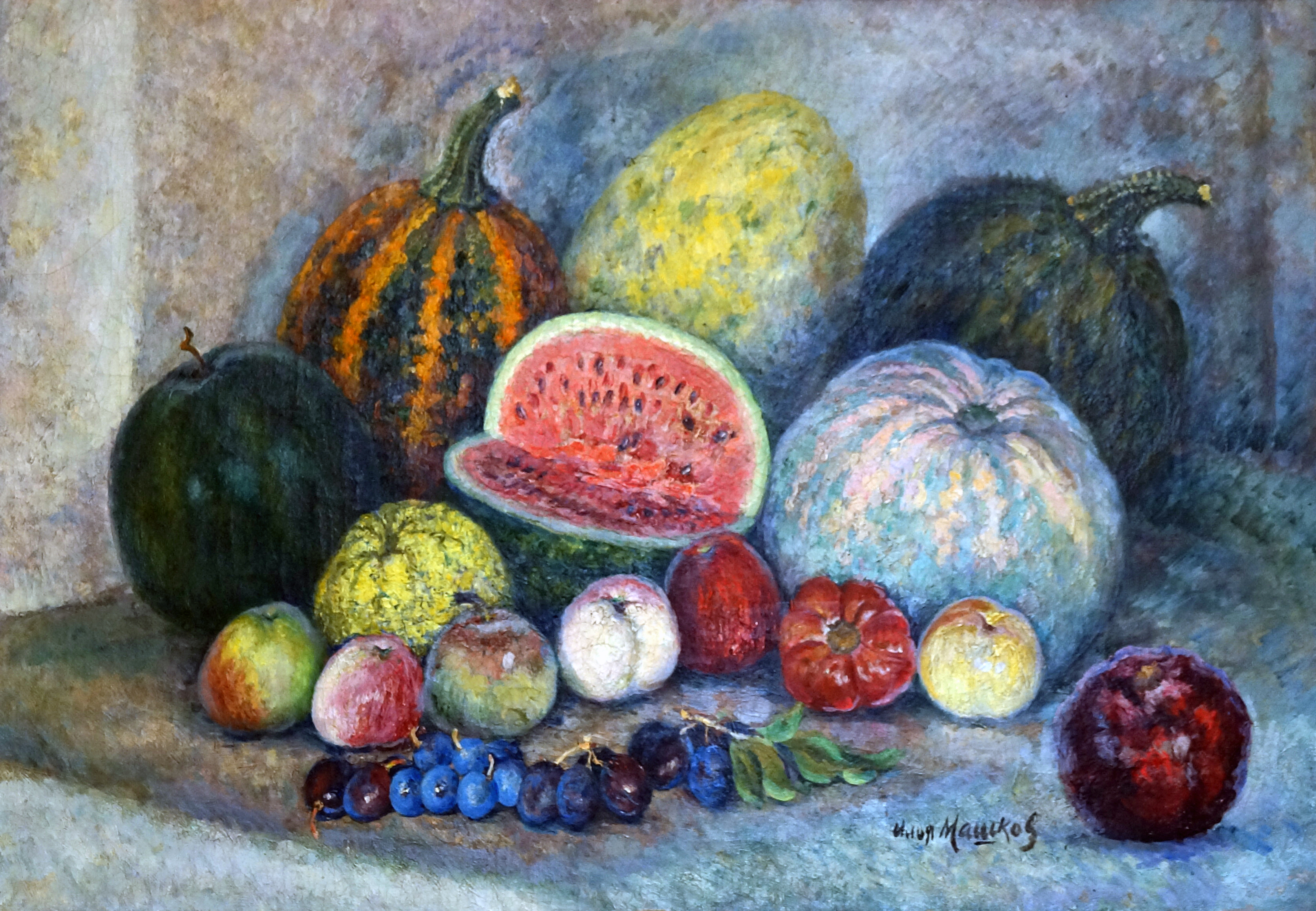
Натюрморт. 1934-1936. Сочинский художественный музей